# Australian Hard Court Championships 1980
L'Australian Hard Court Championships 1980  è stato un torneo di tennis giocato sul cemento. È stata la 37ª edizione dell'Australian Hard Court Championships,che fa parte del Volvo Grand Prix 1980. Si è giocato a Hobart in Australia, dal 31 dicembre 1979 al 6 gennaio 1980.

## Campioni

### Singolare
Shlomo Glickstein ha battuto in finale  Robert Van't Hof con il punteggio di 7–6, 6–4

### Doppio
John James /  Chris Kachel hanno battuto in finale  Phil Davies /  Brad Guan con il punteggio di 6–4, 6–4